# Christian Chávez
Pour les articles homonymes, voir Chávez.
Christian Chávez (né le 7 août 1983) est un chanteur et acteur mexicain plus connu pour son rôle de Giovanni Méndez López dans la telenovela Rebelde.

## Biographie
En 2002, Chávez a été choisi comme Fernando 'Fercho' Lucena dans la telenovela Clase 406. La série a eu quatre saisons et 350 épisodes d'une heure au total.
En 2004, Chávez a rejoint une nouvelle telenovela Rebelde en tant que personnage principal, Juan « Giovanni » Méndez López, un étudiant espiègle et rebelle dans un pensionnat privé du Mexique. Chávez est devenu largement connu pour ses couleurs de cheveux en constante évolution.
Le succès de Rebelde a lancé le RBD composé de Chávez, Anahí, Dulce Maria, Christopher von Uckermann, Maite Perroni et Alfonso Herrera. Le groupe a réalisé 9 albums studio, y compris des disques en espagnol, portugais et anglais. À ce jour, ils ont vendu plus de 20 millions d'albums dans le monde et ont effectué des tournées au Mexique, en Amérique du Sud, en Serbie, en Roumanie, aux États-Unis et en Espagne. Le 15 août 2008, RBD a publié un message indiquant aux fans qu'ils avaient décidé de se séparer. Ils ont participé à une dernière tournée, la tournée mondiale Gira Del Adios, qui s’est terminée en 2008. À ce jour, RBD est considéré comme le groupe de musique pop le plus titré de l’histoire du Mexique.
En juin 2007, Chávez est brièvement apparu dans les représentations théâtrales Hoy No Me Puedo Levantar . En mai 2008, il a participé à Avenida Q (la version mexicaine de Avenue Q ), dans laquelle il incarnait les principaux personnages de marionnettes Eugenio (Princeton) et Rodrigo (Rod ) sa présence sur les spectacles devait être l'une des principales attractions du box-office.
Après la dissolution de RBD, Chávez a entamé sa carrière d'artiste en solo. Son premier album studio, Almas Transparentes, a culminé au 56ème rang du palmarès de la pop mexicaine.
En avril 2011, Chávez a publié le clip vidéo provocant de son single "Libertad", mettant en vedette l'ancienne co-vedette Anahí, qui a fait sensation sur YouTube avec plus de 1 000 000 de vues trois jours après son téléchargement. La vidéo présentait Chávez dans un confessionnal d'église disant à un prêtre qu'il ne regrettait pas ses préférences sexuelles; il comportait un camée de Perez Hilton . "La vidéo est super sexy", a déclaré Hilton sur son blog. "Cela nous a inspiré de libérer notre propre LIBERTAD." [3] "Libertad" continue d'être un hymne pour les jeunes homosexuels dans toute l'Amérique latine.
Le 14 août 2012, Chávez a sorti l'album très attendu Esencial , une compilation acoustique de chansons interprétée lors de son spectacle à São Paulo, au Brésil, en janvier 2012. People en Español a appelé la sortie de son single, Sacrilégio , "le retour de Christian Chávez ". [4] Une présentation du tapis rouge d' Esencial a eu lieu à Mexico en juin. Chávez a joué des duos avec la co-vedette de RBD Maite Perroni et la chanteuse mexicaine pop / rock Ana Victoria.
"Sacrilegio", un titre sur Esencial également sorti en single, a immédiatement atterri dans le top 10 du palmarès pop mexicain. "No Me Olvides", écrit pour Chávez par le chanteur mexicain Juan Gabriel , et un remake de "¿En Donde Estas?" chanté en duo avec la star de la pop indonésienne Agnes Monica .
Une version DVD de Esencial a été publiée à la fin de 2012.
En 2016, Chávez est apparu dans la telenovela Despertar contigo , marquant ainsi son premier rôle dans la telenovela depuis Rebelde . [5] En outre, Chavez a révélé qu'il enregistrait de la nouvelle musique.

## Discographie

### Album
- 2010 : Almas Transparentes
- 2012 : Esencial

### Singles
- 2010 : ¿En Dónde Estás?
- 2010 : Almas Transparentes
- 2011 : Libertad (avec Anahí)
- 2012 : Sacrilegio
- 2012 : Mas Vale Tarde Que Nunca (avec Ana Victoria (en))